# Шапине
Шапине је насеље у Србији у општини Мало Црниће у Браничевском округу. Према попису из 2022. било је 890 становника.
Овде се налази Црква Светог Преображења у Шапинама, која представља споменик културе, као и нова црква истог посвећења.
70-их година прошлог века, мештани села су одлазили на рад у иностранство, махом у Аустрију и Француску. Већина њих је остала тамо и основала своје породице које данас преко лета долазе овде на одмор. Због тога ово село важи за једно од најбогатијих села у Браничевском округу.

## Демографија
У насељу Шапине живи 836 пунолетних становника, а просечна старост становништва износи 40,1 година (38,5 код мушкараца и 41,6 код жена). У насељу има 273 домаћинства, а просечан број чланова по домаћинству је 3,90.
Ово насеље је великим делом насељено Србима (према попису из 2002. године), а у последња три пописа, примећен је пад у броју становника.
|             | \| Демографија[1] \| Демографија[1] \| Демографија[1] \| \| Година \| Становника \| Становника \| \| -------------- \| -------------- \| -------------- \| \| 1948. \| 1.759 \| \| \| 1953. \| 1.788 \| \| \| 1961. \| 1.742 \| \| \| 1971. \| 1.695 \| \| \| 1981. \| 1.693 \| \| \| 1991. \| 1.632 \| 1.232 \| \| 2002. \| 1.064 \| 1.532 \| \| 2011. \| 898 \| \| |            |
| Демографија | |            |
| Година      | Становника | Становника |
| 1948.       | 1.759 |            |
| 1953.       | 1.788 |            |
| 1961.       | 1.742 |            |
| 1971.       | 1.695 |            |
| 1981.       | 1.693 |            |
| 1991.       | 1.632 | 1.232      |
| 2002.       | 1.064 | 1.532      |
| 2011.       | 898 |            |

| Етнички састав према попису из 2002.‍ | Етнички састав према попису из 2002.‍ | Етнички састав према попису из 2002.‍ | Етнички састав према попису из 2002.‍ | Етнички састав према попису из 2002.‍ |
| ------------------------------------ | ------------------------------------ | ------------------------------------ | ------------------------------------ | ------------------------------------ |
|                                      |                                      |                                      |                                      |                                      |
| Срби                                 | Срби                                 |                                      | 1.044                                | 98,12%                               |
| Румуни                               | Румуни                               |                                      | 6                                    | 0,56%                                |
| Немци                                | Немци                                |                                      | 1                                    | 0,09%                                |
| непознато                            | непознато                            |                                      | 8                                    | 0,75%                                |

| Година пописа     | 1948. | 1953. | 1961. | 1971. | 1981. | 1991. | 2002. |
| ----------------- | ----- | ----- | ----- | ----- | ----- | ----- | ----- |
| Број домаћинстава | 390   | 387   | 374   | 363   | 328   | 318   | 273   |

| Број чланова      | 1  | 2  | 3  | 4  | 5  | 6  | 7  | 8 | 9 | 10 и више | Просек |
| ----------------- | -- | -- | -- | -- | -- | -- | -- | - | - | --------- | ------ |
| Број домаћинстава | 34 | 43 | 22 | 69 | 57 | 26 | 16 | 5 | 1 | 0         | 3,90   |

| Пол    | Укупно | Неожењен/Неудата | Ожењен/Удата | Удовац/Удовица | Разведен/Разведена | Непознато |
| ------ | ------ | ---------------- | ------------ | -------------- | ------------------ | --------- |
| Мушки  | 417    | 80               | 286          | 40             | 11                 | 0         |
| Женски | 459    | 57               | 291          | 94             | 16                 | 1         |
| УКУПНО | 876    | 137              | 577          | 134            | 27                 | 1         |

| Пол    | Укупно                    | Пољопривреда, лов и шумарство | Рибарство                            | Вађење руде и камена | Прерађивачка индустрија       |
| ------ | ------------------------- | ----------------------------- | ------------------------------------ | -------------------- | ----------------------------- |
| Мушки  | 256                       | 214                           | 0                                    | 0                    | 7                             |
| Женски | 113                       | 102                           | 0                                    | 0                    | 0                             |
| УКУПНО | 369                       | 316                           | 0                                    | 0                    | 7                             |
| Пол    | Производња и снабдевање   | Грађевинарство                | Трговина                             | Хотели и ресторани   | Саобраћај, складиштење и везе |
| Мушки  | 0                         | 9                             | 13                                   | 2                    | 8                             |
| Женски | 0                         | 0                             | 4                                    | 1                    | 0                             |
| УКУПНО | 0                         | 9                             | 17                                   | 3                    | 8                             |
| Пол    | Финансијско посредовање   | Некретнине                    | Државна управа и одбрана             | Образовање           | Здравствени и социјални рад   |
| Мушки  | 0                         | 0                             | 1                                    | 0                    | 1                             |
| Женски | 0                         | 0                             | 0                                    | 1                    | 2                             |
| УКУПНО | 0                         | 0                             | 1                                    | 1                    | 3                             |
| Пол    | Остале услужне активности | Приватна домаћинства          | Екстериторијалне организације и тела | Непознато            | Непознато                     |
| Мушки  | 1                         | 0                             | 0                                    | 0                    | 0                             |
| Женски | 2                         | 0                             | 0                                    | 1                    | 1                             |
| УКУПНО | 3                         | 0                             | 0                                    | 1                    | 1                             |